# Grotte Sarrazine
La grotte Sarrazine est une grotte nichée au pied d’une grande arcade d’environ 100 mètres de haut et 30 mètres de large située dans la commune de Nans-sous-Sainte-Anne, dans le  Doubs (France). Elle a été formée par le ruisseau souterrain qui sert d'exutoire à la source du Lison lors de crues.

## Description

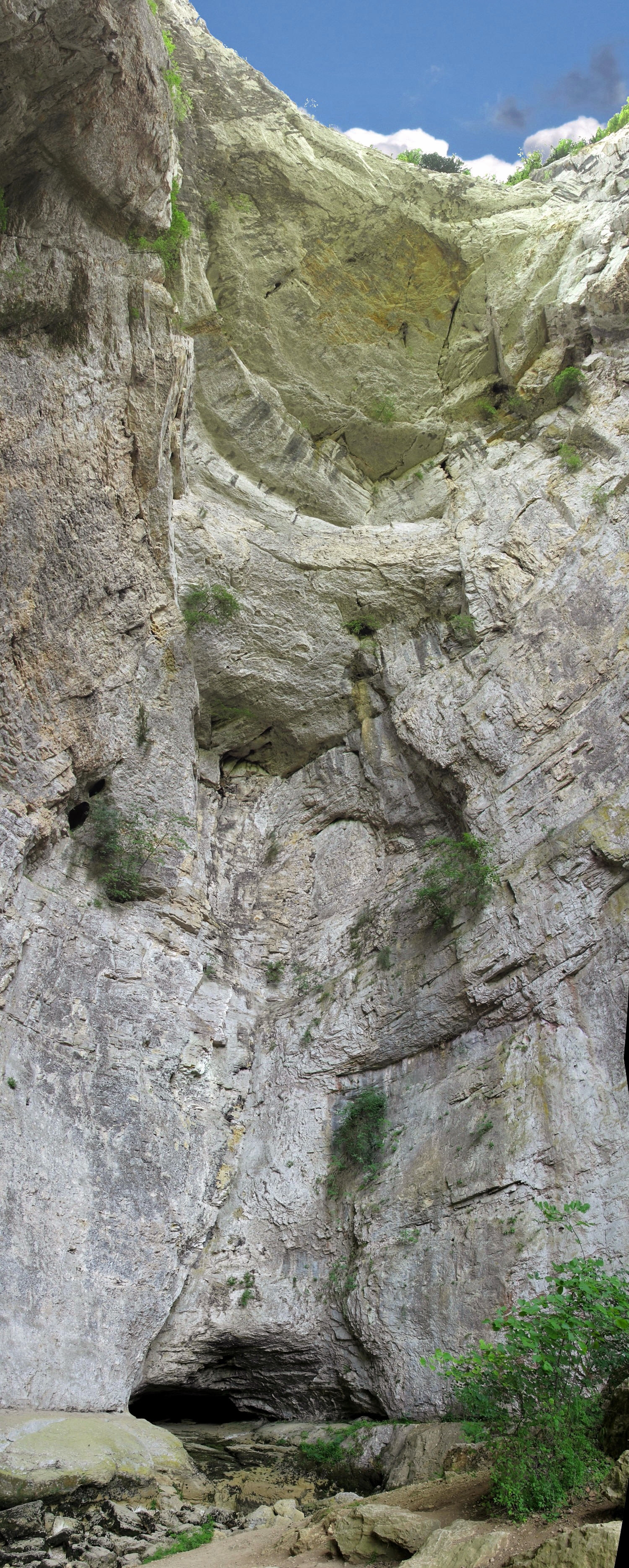
La grotte et son porche.

L’ouverture de la grotte proprement dite se trouve à la base d'un grand porche en forme de demi-cylindre vertical, couvert d’une coupole, creusé dans la falaise calcaire du Jurassique moyen.
La grotte donne accès à un réseau souterrain qui a été exploré sur plus de 4 km et qui commence par une galerie haute de 2 mètres et large de 10 mètres débouchant sur un petit lac.
Ce réseau est à sec la plupart du temps mais, lors de crues, il se gorge d'eau et crée alors une résurgence de crue appelée le Bief Sarrazin qui peut atteindre jusqu'à 16 m3/s.  C'est ce qui a été constaté en février 1978, le débit de la source principale étant simultanément de 30 m3/s.

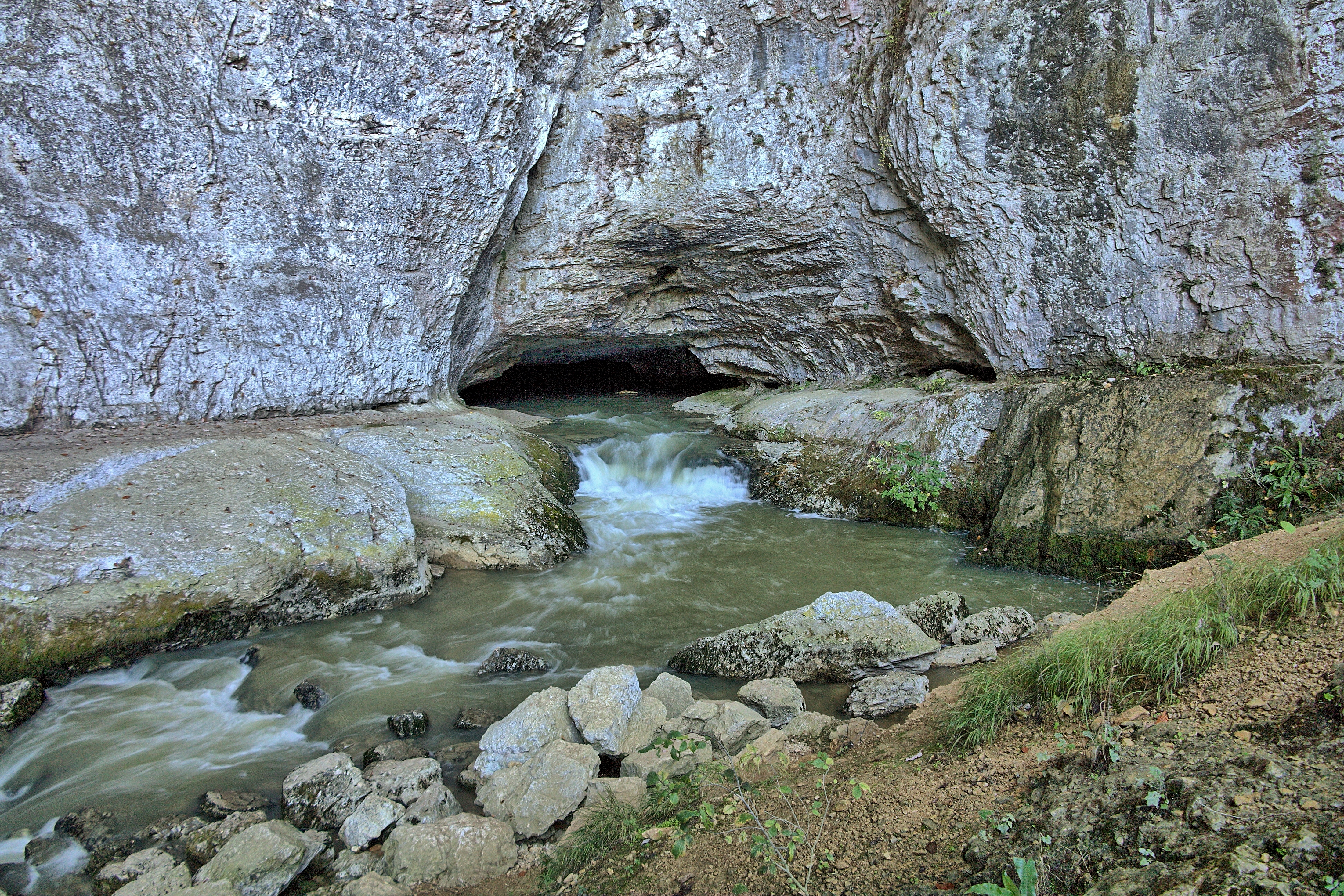
La grotte : exutoire du Bief Sarrazin.

## Géologie

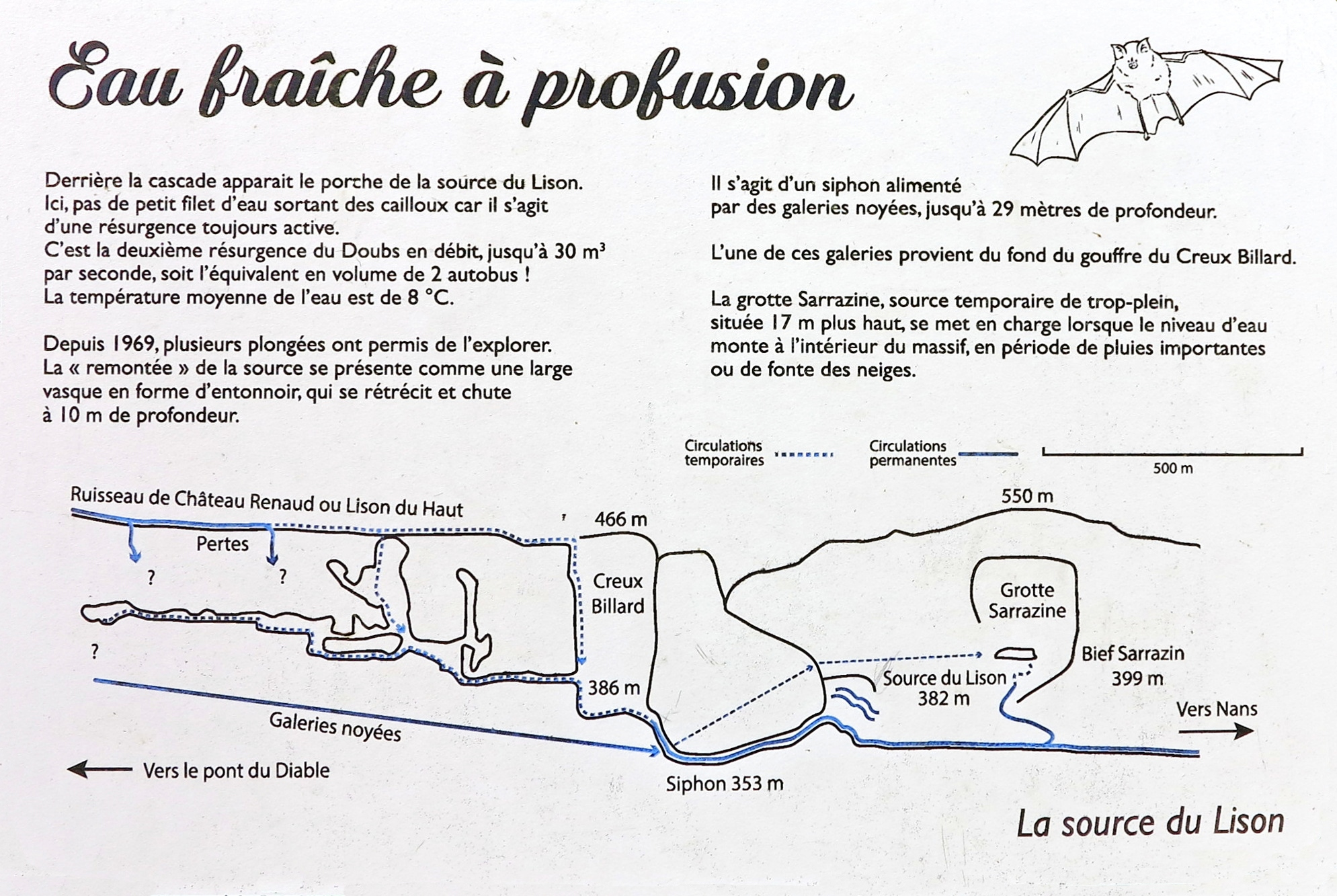
Réseau souterrain alimentant les sources du Lison.

Les parois du porche sont percées de fentes et de fissures horizontales, ce qui indique un enfoncement progressif des réseaux souterrains ayant abouti à la création de cette arcade.

## Historique
Eugène Fournier s'arrête en 1910 sur une voute mouillante à proximité de l'entrée. En 1950 le Spéléo Club de Paris accompagné de P. Contejean trouvent la suite du réseau. Le Groupe Spéléo du Doubs avec R. Mauer en 1955, après escalade de la cheminée de la découverte, atteignent 500 mètres de développement. Les explorations sont reprises par le G.S du Doubs et la 
SHAG (Société Hétéromorphe d'Amateurs de Gouffres) de 1968 à 1972 ; ils topographient 3 770 m. La SHAG plonge sans sortir le siphon terminal en 1976, puis en 1980 il trouve 350 mètres de galeries. En 1995-1998 une nouvelle topographie est réalisée par les plongeurs du GSD. En 1997 une nouvelle plongée est effectuée par Jean Marc Lebel.

## Protection - Tourisme
La grotte Sarrazine fait partie, avec les sources du Lison et le Creux Billard, du "site du Lison", un des sites inscrits par la DREAL, au titre du paysage, depuis 1946. Elle est également l'un des 3 lieux composant la "source du Lison", site classé depuis 1912. 
La grotte est accessible à la visite grâce à un sentier de randonnée qui part du parking de la source du Lison et traverse deux passerelles : l'une sur le Lison, l'autre sur le Bief Sarrazin.

## Évocations artistiques
La source du Lison et la grotte Sarrazine ont servi de thème au peintre Gustave Courbet, natif de la région, dont voici deux exemples :
- La grotte Sarrazine près Nans-sous-Sainte-Anne (1864), Getty Center de Los Angeles
- La Grotte Sarrazine (1864), Musée des Beaux-Arts de Lons-le-Saunier

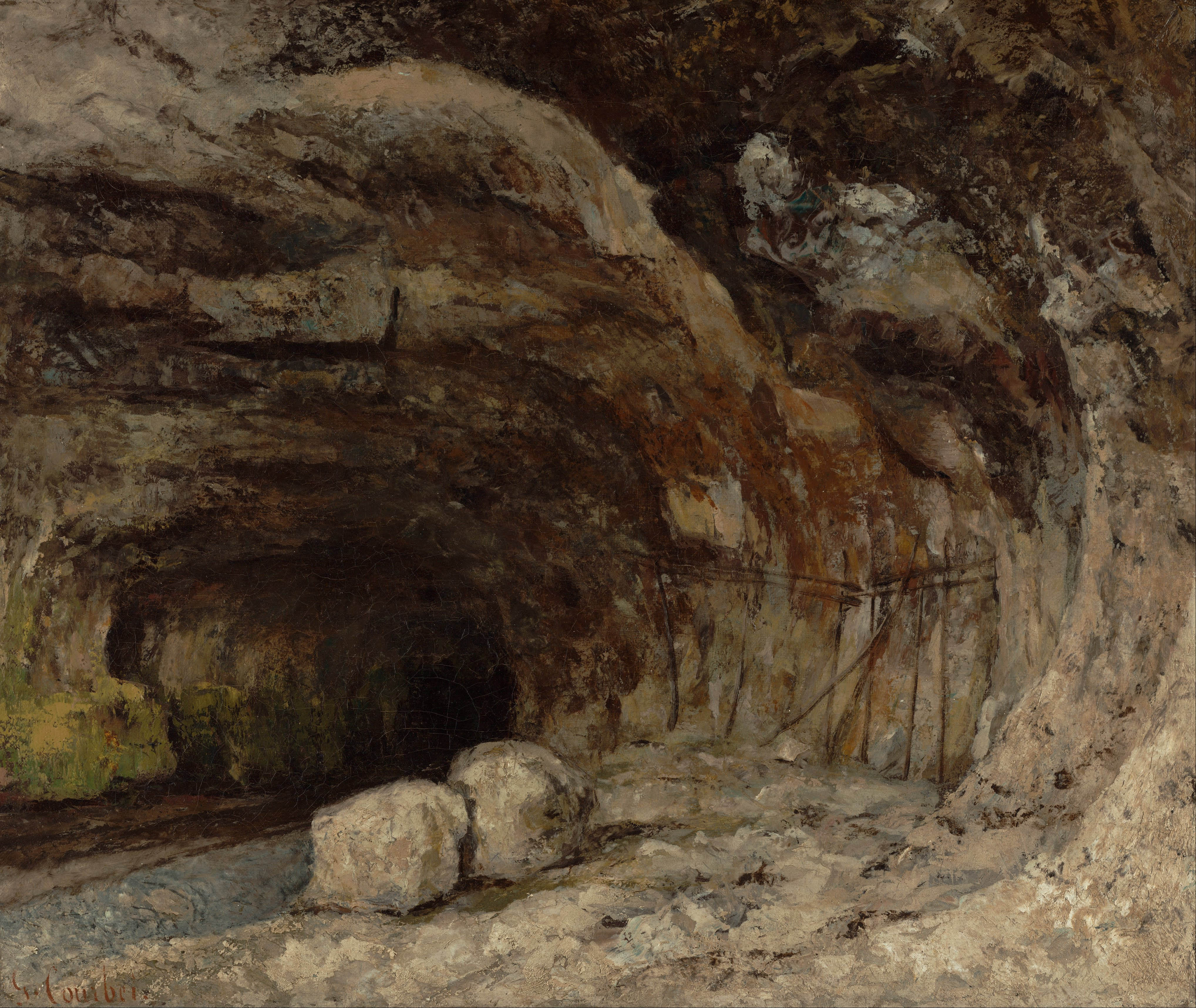
La grotte Sarrazine près Nans-sous-Sainte-Anne par Gustave Courbet.
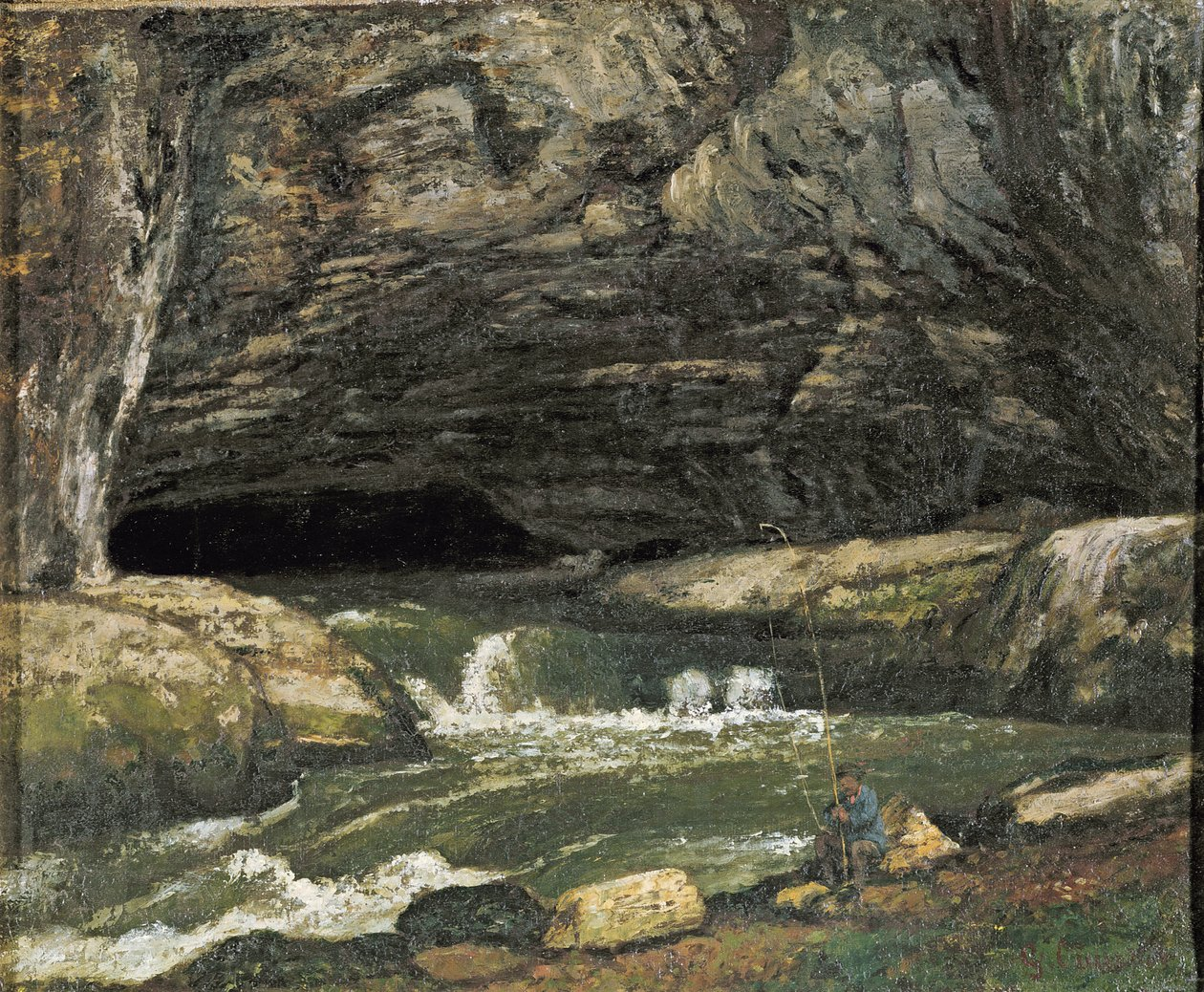
La Grotte Sarrazine par Gustave Courbet.